# NGC 320
NGC 320 je galaksija u zviježđu Kit.

## Vanjske poveznice
- SEDS: NGC 320